# 玛丽塔·朔尔茨
玛丽塔·朔尔茨（德語：Marita Scholz，1977年1月25日—），德国女子赛艇运动员。她曾代表德国参加世界赛艇锦标赛，获得二枚金牌、一枚银牌和一枚铜牌，均来自四人项目。